# アメリカ女子サッカーリーグ
アメリカ女子サッカーリーグ (WUSA; Women's United Soccer Association) は、2001～2003年までアメリカ合衆国で運営されていた女子プロサッカーリーグである。経営難により僅か3シーズンでリーグが休止された。

## 沿革
1996年のアトランタオリンピックにおけるアメリカ女子サッカー代表チームの金メダル獲得、1999年のFIFA女子ワールドカップアメリカ大会での同チームの優勝などを受け、アメリカ国内での女子サッカー人気がにわかに高まった。その機運に押されて、アメリカ国内での女子サッカーのプロリーグ創設が提唱され、ゲータレードとジョンソン・エンド・ジョンソンの2社がスポンサーとなり、2001年、8チームを擁してWUSA（正式名・世界プレミア女子サッカーリーグ）が発足した。
長らくサッカー不毛の地であったアメリカにおいて、アトランタ五輪でアメリカ代表を金メダルに導いたミア・ハムなどが所属したWUSAは、男子のメジャーリーグサッカー(MLS)を凌ぐ人気を獲得したが、人気が興収に結びつかず、2003年にスポンサー2社が資金提供の打ち切りを表明、同年9月15日をもって、リーグは休止となった。
2009年に男子のプロリーグであるMLS支援の下、新たなプロリーグとしてアメリカ女子プロサッカー(WPS)創設が発表され、6年ぶりにプロリーグが復活したが、2011年シーズンをもってリーグは休止となった。

## 所属クラブ
- アトランタ・ビート
- ボストン・ブレイカーズ
- カロライナ・カレッジ (発足当初はオーランド・テンペスト)
- ニューヨーク・パワー
- フィラデルフィア・チャージ
- サンディエゴ・スピリット
- サンホセ・サイバーレイズ (発足当初はベイエリア・サイバーレイズ)
- ワシントン・フリーダム

## 歴代優勝クラブ
リーグ優勝決定戦は、ファウンダーズ・カップ（Founder's Cup)と呼ばれた。3年間の優勝チームは、以下の通り。
| シーズン | 優勝                       | スコア            | 準優勝                 |
| -------- | -------------------------- | ----------------- | ---------------------- |
| 2001     | ベイエリア・サイバーレイズ | 3-3 asdet 4-2 pen | アトランタ・ビート     |
| 2002     | カロライナ・カレッジ       | 3-2               | ワシントン・フリーダム |
| 2003     | ワシントン・フリーダム     | 2-1 asdet         | アトランタ・ビート     |

## 主な所属選手
- ミア・ハム
- アビー・ワンバック
- ティファニー・ミルブレット
- ビルギット・プリンツ
- カチア
- 澤穂希

## その他
- 澤穂希は、2000年からWUSAのアトランタ・ビートに唯一の日本人選手として所属し、チームのリーグ初得点、オールスター出場、ベストイレブンに選出されるなど活躍した。